# Bredbandad fältmätare
Bredbandad fältmätare, Dysstroma latefasciata, är en fjärilsart som beskrevs av Otto Staudinger 1892. Bredbandad fältmätare ingår i släktet Dysstroma och familjen mätare, Geometridae. Arten är reproducerande i Sverige. Inga underarter finns listade i Catalogue of Life.